# Love Won’t Let Me Down – The Remixes
Love Won’t Let Me Down – The Remixes ist die dritte EP von Hillsong Young & Free, welche zu Hillsong Music gehört.
Die EP wurde im Februar 2018 veröffentlicht und enthält drei Remixes des Liedes Love Won’t Let Me Down von der CD Youth Revival.

## Titelliste
| Nr.          | Titel                                        | Autor(en)                       | Länge |
| ------------ | -------------------------------------------- | ------------------------------- | ----- |
| 1.           | Love Won’t Let Me Down (Reimagined)          | Martin Fatkin, Alexander Pappas | 3:19  |
| 2.           | Love Won’t Let Me Down (YxYA Remix)          | Fatkin, Pappas                  | 3:36  |
| 3.           | Love Won’t Let Me Down (Eat More Cake Remix) | Fatkin, Pappas                  | 3:14  |
| Gesamtlänge: | Gesamtlänge:                                 | Gesamtlänge:                    | 11:09 |